# Ceuta Unida
Ceuta Unida (CEU) fue un partido político fundado por el empresario Rafael Montero Palacios en 1987, con la intención de concurrir a las elecciones municipales de Ceuta de ese mismo año.
De corte populista-conservador en lo político y liberal en lo económico, CEU se presentó como una alternativa al PSOE, que gobernaba Ceuta desde 1983 y a Alianza Popular. En los comicios celebrados ese año, el PSOE logró 8 escaños, seguido por 6 de CEU y otros 6 de AP, 3 del Partido Socialista del Pueblo de Ceuta y dos del Centro Democrático y Social (CDS). PSOE y CEU formaron gobierno en un primer momento, aunque este ejecutivo duró poco y el PSOE, liderado entonces por Fructuoso Miaja pactó con PSPC y CDS para acabar la legislatura. En las elecciones de 1991, Ceuta Unida perdió cuatro representantes, hasta caer a dos. Pese a ello, fue socio de Gobierno de Progreso y Futuro de Ceuta hasta 1995.
PFC y CEU abanderaron el denominado localismo, con la aplicación de la Disposición Transitoria V de la Constitución Española como principal postulado político. En las elecciones de 1995, CEU obtuvo cuatro actas en la Asamblea ceutí, volviendo a formar gobierno en los primeros meses de la legislatura hasta el estallido del caso Medina. CEU pasó entonces a la oposición, y Montero anunció su intención de no concurrir a las elecciones autonómicas de 1999 como candidato a la Presidencia de la Ciudad, dejando el partido en manos de José Luis Fernández Medina. CEU no obtuvo ningún representante en aquellos comicios, y cuatro años después renunció a presentarse a los comicios, apoyando entonces la candidatura del Partido Popular y del actual presidente de Ceuta, Juan Jesús Vivas Lara.